# Paraclius microproctus
Paraclius microproctus är en tvåvingeart som beskrevs av Octave Parent 1933. Paraclius microproctus ingår i släktet Paraclius och familjen styltflugor.
Artens utbredningsområde är Kongo. Inga underarter finns listade i Catalogue of Life.